# Œuf Toupinel
Les œufs Toupinel, ou « à la Toupinel » sont des œufs pochés ou non dans des pommes de terre au four cuites dans leur peau, garnie de purée et d'épinards et nappées de sauce Mornay.
Prosper Salles et Prosper Montagné (1900) écrivent de ces œufs dans une pomme de terre, avec ou sans épinards «ce mode d'apprêt a reçu une infinité de noms, nous nous en tenons personnellement au nom ancien - œufs parmentière - le plus logique selon nous».

## Historique
Les œufs Toupinel auraient été créés en 1890, dans le très réputé restaurant parisien Maire 14, boulevard Saint-Denis, â l'angle du boulevard de Strasbourg, proche du Théâtre du Vaudeville, boulevard des Capucines, qui donnait la comédie Feu Toupinel d'Alexandre Bisson depuis le 27 février 1890 ,. Gil Blas du 4 mai 1890 sous la signature Pompom parle « d'œufs brouillés Toupinel, des œufs exquis avec des truffes, des fonds d'artichauts et des petits croûtons grillés », et il est tout à fait possible que la recette originale soit des œufs brouillés avec deux garnitures, la comédie étant embrouillée à souhait autour des 2 compagnes du veuf.
Une autre recette d'œufs (œufs pochés sur une purée de poisson nappés de sauce veloutée verte et de truffes), les œufs Pont-Biquet, créée par le chef Joseph Voiron du restaurant voisin, Durand, est baptisée d'après une œuvre d'Alexandre Bisson, La Famille Pont-Biquet (1892).
Ferdinand Grandi, dans sa monographie sur les œufs (1898) donne la recette Topinelle d'œufs (il remplit la pomme de terre cuite au four d'un œuf poché et nappe de sauce maitre d'hôtel.

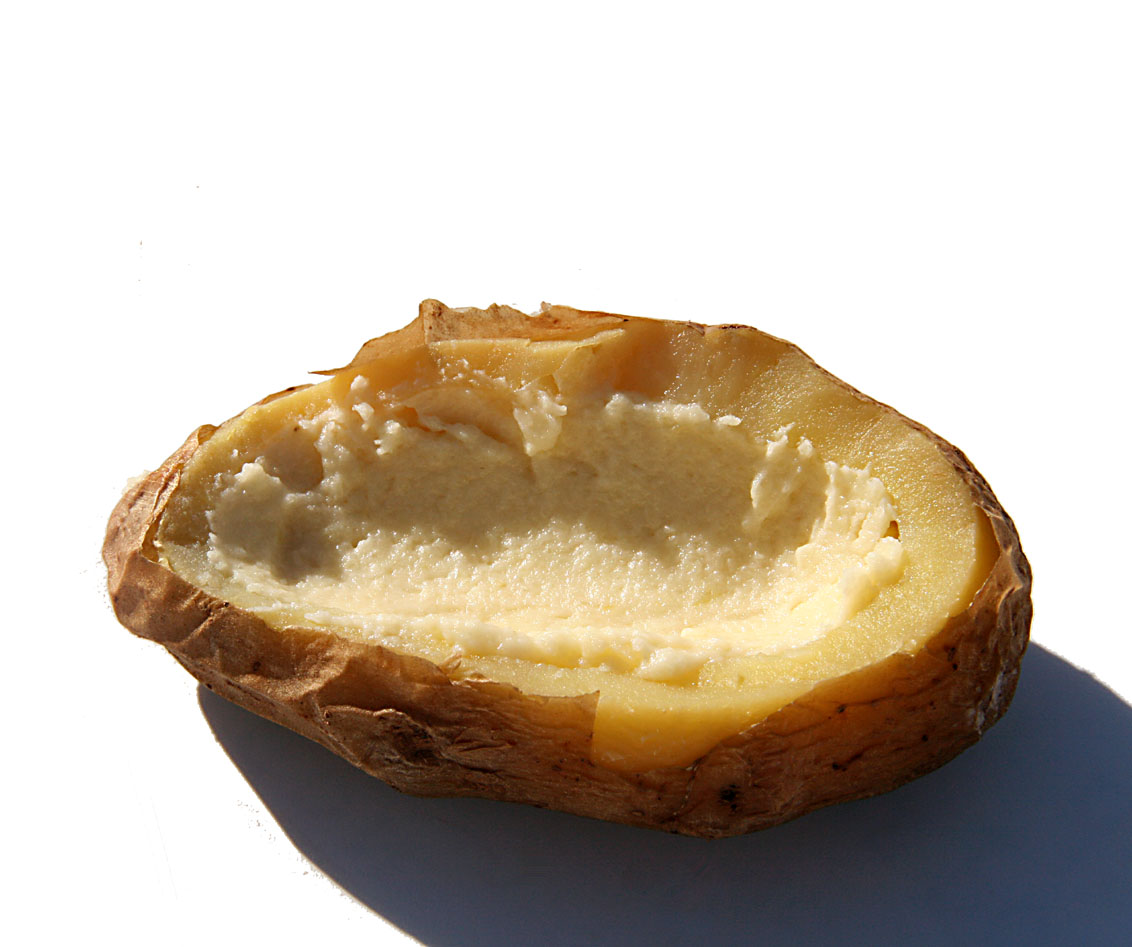
La pomme de terre en robe des champs, avec une couche de purée crémée.

## Préparation
La recette a évolué, les différentes versions connues datent du XXe siècle, la principale différence est de pocher ou non l'œuf avant de le poser dans la pomme de terre cuite au four. La sauce n'est pas toujours une sauce Mornay : Lucien Vanel (1992) utilisait une béchamel simple, sans fromage, qu'il couvre de beurre et passe au four chaud 5 min. Dans Les Amants du Récamier, Jean-Denis Bredin, Jean-Jacques Brochier et Martin Cantegrit en font une description superlative et le Toupinel qui exécute leur recette utilise de la sauce hollandaise. 
Les œufs pochés Cendrillon sont des œufs pochés Toupinel sans épinards décorés de lames de truffe, mais certains chef comme Paul Bajade (Tourtour) qui les truffe confortablement conservent le nom d'œuf Toupinel à la truffe.

### Œuf Toupinel sans œuf poché

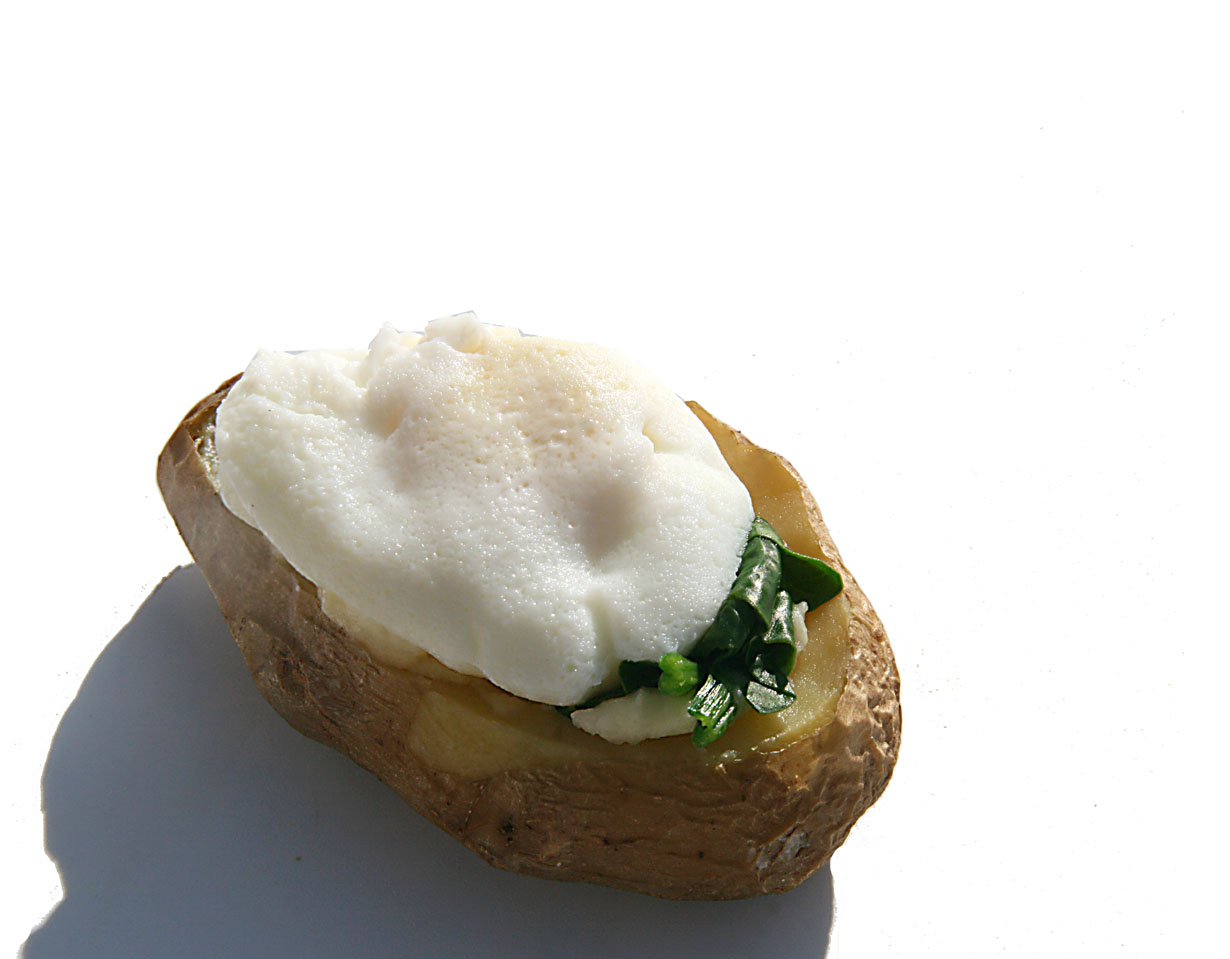
puis garnie d'épinard et d'un œuf poché.

En 1920, la Gancel's culinary encyclopedia of modern cooking donne les œufs Toupinel comme une variante des œufs Suzette «Pomme de terre cuite, évidée remplie de purée avec ciboulette et crème, casser les œufs à l'intérieur et cuire» auxquels on ajoute des épinards crémés. Le chef Maurice Chanteau alors au Midnight Sun Restaurant à Atlanta (meilleur chef de France en 1967) donne (1980) une pomme de terre au four farcie de purée à la crème, d'épinards sautés, d'œuf et sauce Mornay, il casse l'œuf cru dans la pomme de terre. En 1987, La Grande Cuisine met du jambon et du poivre de Cayenne dans l'appareil à purée de pomme de terre et casse toujours l'œuf cru dans la pomme de terre avant cuisson. Simone Devaux (2000) casse elle aussi l'œuf directement dans la pomme de terre cuite farcie de sa chair en purée, couverte de crème et de gruyère et avant de la mettre au four 8 à 10 min, le temps de cuire les œufs et gratiner.

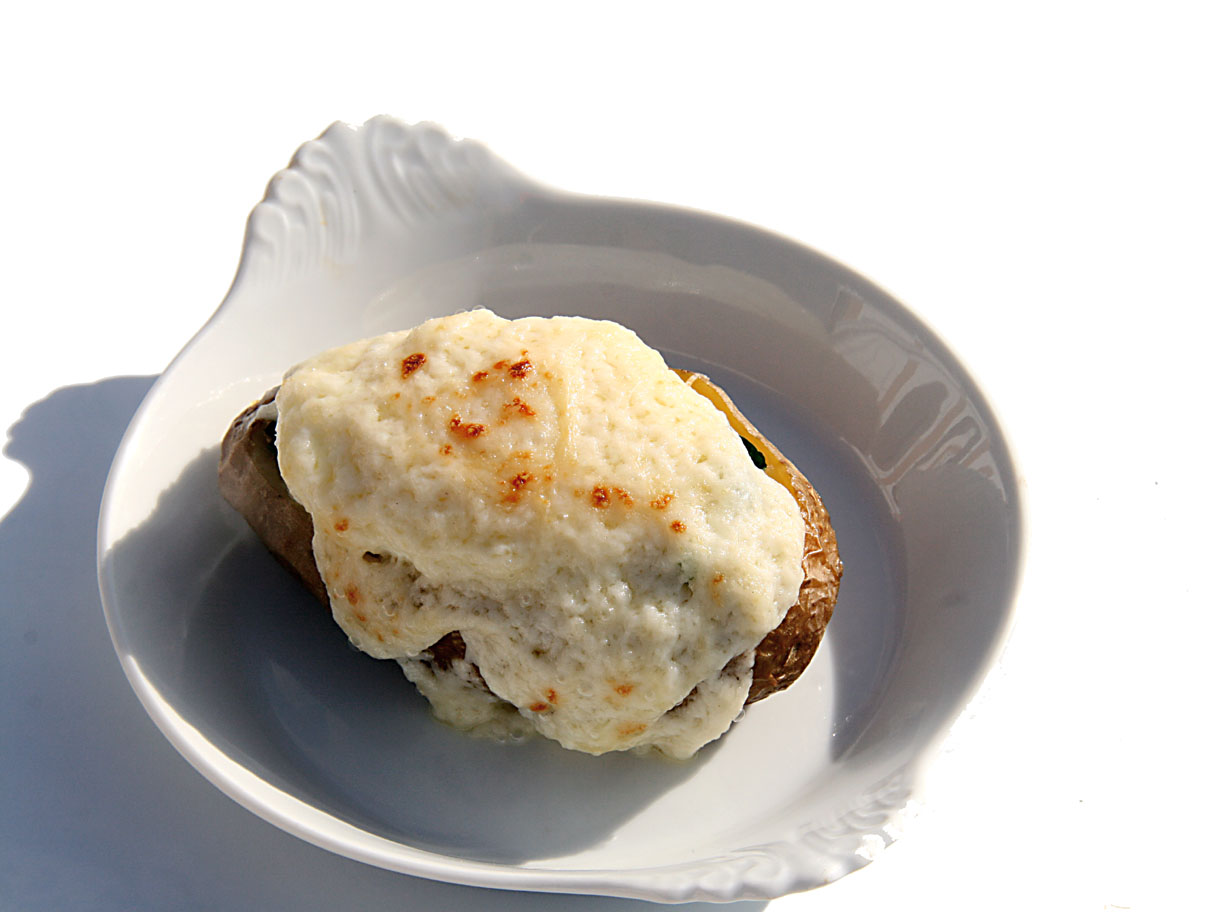
nappée de sauce Mornay gratinée

### Avec œuf poché ou œuf poché Toupinel
La recette apparait en 1913 dans l'édition anglaise d'Escoffier, The new practical cookery guide : a complete modern culinary dictionary, rubrique Œufs pochés: «Servir sur des moitiés de pommes de terre rôties, sauce crème saupoudrée de fromage, et gratiner». Elle est développée en 1979 avec des épinards sous le nom d'œufs Toupinel dans son The Complete Guide to the Art of Modern Cookery. En 1995, Paris Bistros & Wine Bars mentionne les œufs pochés Toupinel, Poached eggs in baked potateos, et en 1998 Modern French Cooking for the American Kitchen donne sa recette des Poached eggs Toupinel, la purée de pomme de terre est enrichie de jambon, champignons, et truffes.   
Christian Ferret (TP Restaurant, 2007) fixe sous le nom d'œufs pochés Toupinel la préparation suivante: Les pommes de terre sont cuites au four entières et non pelées, partiellement évidées de leur chair une fois cuites. La cavité est farcie de chair de la pomme de terre réduite en purée avec de la crème fraîche, du beurre et une pincée de noix de muscade puis d'épinards sautés et enfin d'un œuf poché. Le tout est nappé de sauce Mornay, de beurre et de fromage râpé, gratiné quelques minutes au four et servi avec du persil frit. La Cuisine de Référence de Michel Maincent-Morel (2015) la reprend à l'identique.  

## Les pommes de terres farcies d'œuf
Il existe de nombreuses recettes de pomme de terre farcies d'œuf dans la cuisine classique. Alfred Suzanne nomme Pomme de terre en robe de chambre des pommes de terres cuites au four dans lesquelles on évide un trou de 3 cm où on casse un œuf qu'on refait cuire au four. 
A. Bautte donne: les œufs frits bucheronne (400), les pommes de terre au four, creusées sont farcies de leur pulpe beurrée et d'œufs frits, les œufs brouillés Georgette (303) ouvertes en tabatières sont enduites de leur pulpe beurrée, d'œuf brouillé à la crème et de queues d'écrevisses. La même recette de pomme de terre Georgette est tapissée d'un salpicon de homard, sauce américaine chez Théophile Gringoire et Louis Saulnier (1923) et chez eux la pomme de terre Suzette est évidée remplie d'un œuf et couverte d'une sauce Mornay. Escoffier (1923) donne la recette à l'identique. 
Chez Prosper Salles et Prosper Montagné (1900) article œufs pochés parmentières donnent les 2 variantes, soit des œufs cru posés dans la pomme de terre évidée enduite de purée puis couverts de crème; soit des œufs pochés posés dans la pomme de terre creusée et qui sont alors couverts de parmesan.